# De Rugzak
De Rugzak is een televisieprogramma waarin acht bekende Vlamingen een bergbeklimming doen van de Kilimanjaro. Het programma wordt vanaf 26 december 2024 uitgezonden op VRT1. 

## Overzicht
Acht bekende Vlamingen, zonder ervaring in het klimmen, doen een bergbeklimming van de Kilimanjaro onder de leiding van experts Sofie Lenaerts en fotograaf Pim Niesten. Ben Segers, Soe Nsuki, Stephanie Planckaert, Ender Scholtens, Xavier Taveirne, Véronique De Kock, Emma Bale en Mathias Vergels gaan de uitdaging aan. Ze hebben allemaal een persoonlijke rugzak bij zich die zowel letterlijk als figuurlijk hun levensverhaal bevat. Er zitten camera's in die alles registreren en ook kokers die door familie, vrienden of collega's van thuis kunnen worden gevuld.
| Kandidaat            | Beroep                                         |
| -------------------- | ---------------------------------------------- |
| Ben Segers           | Acteur                                         |
| Soe Nsuki            | Danser, auteur, presentatrice                  |
| Stephanie Planckaert | Tv-persoonlijkheid                             |
| Ender Scholtens      | Vlogger                                        |
| Xavier Taveirne      | Presentator, ex-nieuwsanker                    |
| Véronique De Kock    | Model, presentatrice, ex-Miss België           |
| Emma Bale            | Zangeres                                       |
| Mathias Vergels      | Acteur, zanger                                 |
| Sofie Lenaerts       | Bergbeklimster, presentatrice en politieagente |
| Pim Niesten          | Fotograaf                                      |

## Afleveringen
| Afl. | Uitzenddatum     | Kijkcijfers |
| ---- | ---------------- | ----------- |
| 1    | 26 december 2024 | 778.273     |
| 2    | 2 januari 2025   | 776.434     |
| 3    | 9 januari 2025   | 644.165     |
| 4    | 16 januari 2025  | 591.920     |
| 5    | 23 januari 2025  | 634.906     |
| 6    | 30 januari 2025  | 663.216     |
| 7    | 6 februari 2025  |             |

## Trivia
- Om de bepaalde tijd krijgt een kandidaat een persoonlijke boodschap uit 1 van de 3 kokers op hun rugzak. Deze bestaat uit een videobooschap door een familielid/vriend/collega en uit een voorwerp. Zo zijn onder andere Eddy Planckaert en Philippe Geubels te zien.